# Jüdischer Friedhof (Bohostice)
Koordinaten: 49° 35′ 56,9″ N, 14° 8′ 2,9″ O

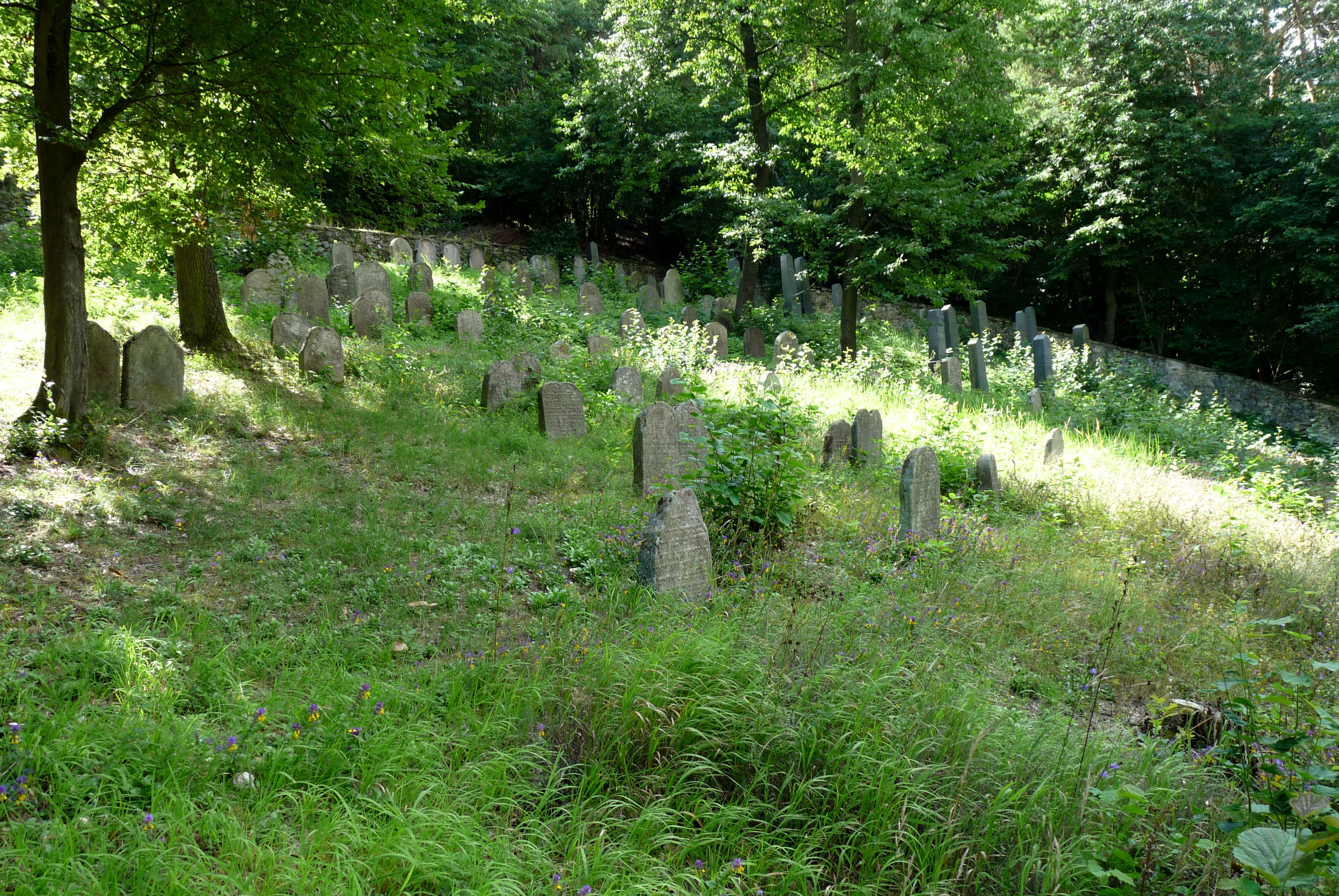
Jüdischer Friedhof in Bohostice

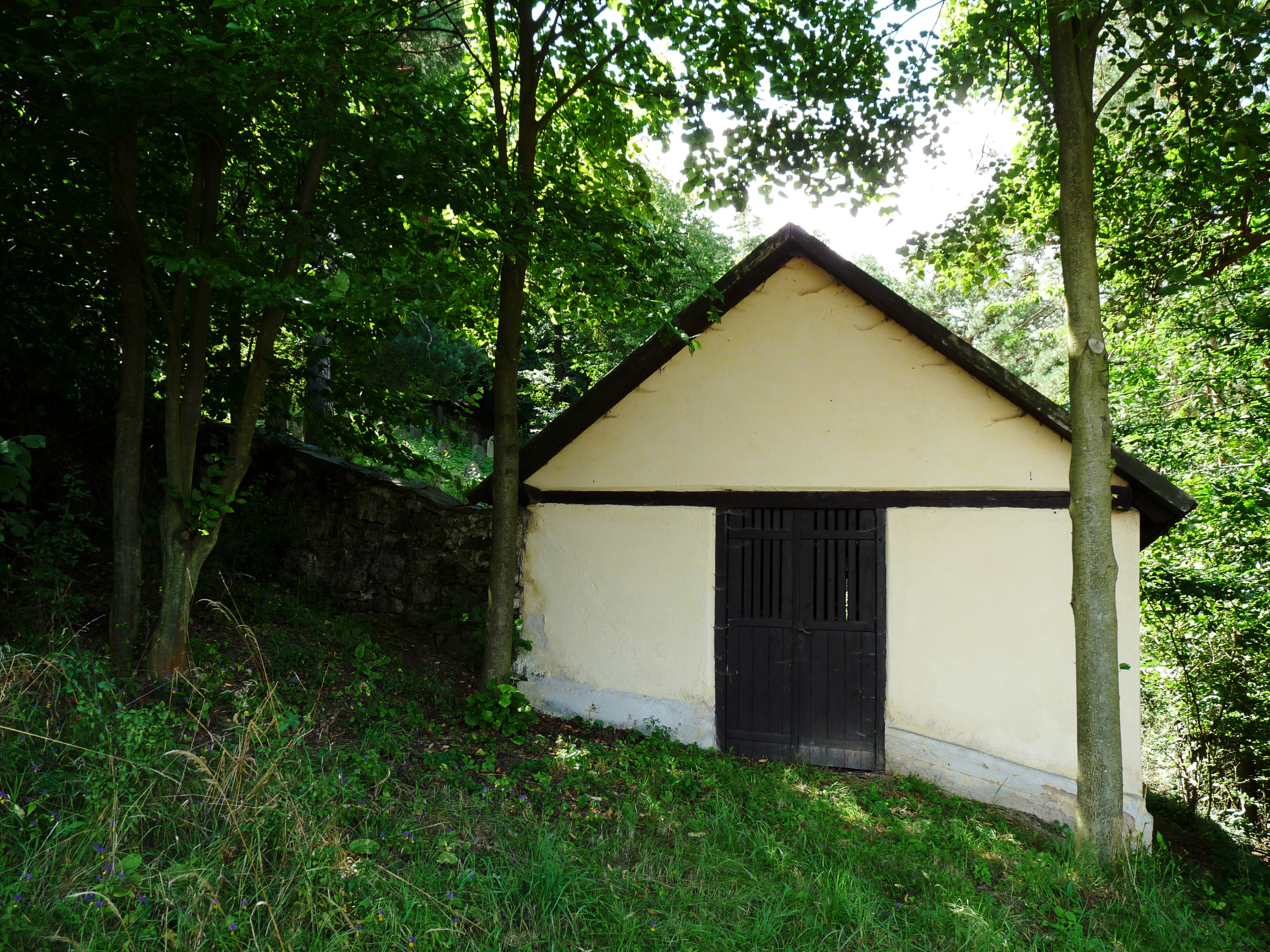
Taharahaus

Der Jüdische Friedhof in Bohostice, einer Gemeinde im tschechischen Okres Příbram der Region Středočeský kraj (deutsch Mittelböhmische Region), wurde im 18. Jahrhundert angelegt. Der jüdische Friedhof, südlich des Dorfes gelegen, ist seit 1988 ein geschütztes Kulturdenkmal.
Der älteste aufgefundene Grabstein stammt aus dem Jahr 1747. Der Friedhof wird von einer Bruchsteinmauer umgeben.